# Statue-menhir du Devès de Félines
La statue-menhir du Devès de Félines est une statue-menhir appartenant au groupe rouergat découverte à Murat-sur-Vèbre, dans le département du Tarn en France.

## Description
Elle a été découverte par Christian Servelle dans un tas d'épierrement près du dolmen de Lagarde sur une colline dominant la Vèbre. La statue n'est pas complète, le fragment découvert, qui mesure 0,69 m de hauteur sur 0,29 m et 0,22 m d'épaisseur, correspond à la partie supérieure droite d'une statue plus grande. C'est une statue-menhir masculine. Elle a été gravée sur une dalle de granite rapportée sur place. Les gravures sont érodées, seuls la moitié droite du visage, le bras droit, une partie de la ceinture et de « l'objet » sont visibles.
Elle est conservée au centre d'interprétation des mégalithes.